# 西尔克·奥托
西尔克·奥托（德語：Sylke Otto，1969年7月7日—），德国女子雪橇运动员。她曾代表德国参加1992年、2002年和2006年冬季奥林匹克运动会雪橇比赛，共获得二枚金牌，均来自女子单人项目。